# Religião na Coreia do Norte
Religião na Coreia do Norte
Não há estatísticas oficias conhecidas de religiões na Coreia do Norte, mas, a partir de estimativas do fim da década de 1990 e dos anos 2000, o país é majoritariamente irreligioso, com a vida religiosa sendo dominada pelas tradições do xamanismo coreano e cheondoísmo, enquanto o governo, a partir da ideologia juche, promove comportamentos de sentimento religioso próprios.

## Budismo
O budismo (em coreano:  불교) tem um longo histórico na Coreia do Norte, tendo chegado à região através da China no ano de 372 d.C., sendo disseminado por monges-emissários durante o período dos Três Reinos. Hoje, budistas são representados pela Federação Budista Coreana, cujo líder desde 2009 é Yu Yong-sun, Há 60 templos budistas no país, mas são mais vistos como relíquias culturais que como locais de culto ativo.

## Cristianismo
A capital da Coreia do Norte, Pyongyang, já foi conhecida como a “Jerusalém do Oriente”. Antes da Segunda Guerra Mundial, muitos missionários cristãos foram autorizados pelo rei da Coreia, da dinastia Joseon,  para difundirem a religião no século XIX. A cidade passou a ser o centro presbiteriano asiático. Os missionários abandonaram gradualmente a Coreia devido à Segunda Grande Guerra. O quadro foi agravado com a Guerra da Coreia e com a política da dinastia Kim, que até hoje governa a nação.
Desde meados do século XIX, diversos missionários cristãos partiram dos EUA, para tentar converter os coreanos, na época em que a península da Coreia abriga somente um Estado. Até então, os habitantes da região seguiam o budismo, o confucionismo e o xamanismo. Além de levar a sua crença, os estadunidenses também influenciaram de modo marcante a educação, por meio de colégios religiosos, e a intelectualidade. Tais religiosos detiveram elevado relevância na Coreia, já que se envolveram ativamente nos movimentos de independência, depois que a península entrou sob domínio do Japão, em 1905. Dos 33 integrantes do movimento de independência Primeiro de Março, 16 eram cristãos, sendo que 10 deles eram do norte do país.
Na década de 40, quando uma guerra entre os países aliados contra o Eixo (Japão, Alemanha e Itália) era iminente, os Estados Unidos da América retiraram seus missionários da Coreia dominada pelos japoneses.
Hoje, há ao menos duas igrejas presbiterianas em Pyongyang, uma das quais recebeu o evangelista americano Billy Graham em 1992. Em 1988, foi reconstruída uma catedral católica, a Igreja de Changchung, na cidade, mas sem sacerdotes residentes, celebrando missas apenas segundo a disponibilidade de clero estrangeiro. Em 2003, foi inaugurada em Rakrang-guyŏk pelo Arcebispo Clemente de Kaluga e Borovsk a Paróquia da Trindade Vivificante, sob a Eparquia de Vladivostok da Igreja Ortodoxa Russa, a primeira igreja ortodoxa do país. Tem clero residente e ofícios ao menos duas vezes por semana.

## Islamismo
Há ao menos uma mesquita islâmica xiita no país, localizada no complexo da embaixada do Irã em Pyongyang, perto das embaixadas romena e belga. Tendo sua existência confirmada pelo especialista em satélites Curtis Melvin, o mesmo acredita que a Coreia do Norte provavelmente seria o único país com uma mesquita xiita, mas sem mesquitas sunitas.